# Liste der Fahnenträger der Olympischen Sommerspiele 1996
Die Liste der Fahnenträger der Olympischen Spiele 1996 führt die Fahnenträger sowohl der Eröffnungsfeier, als auch der Schlussfeier auf.
Beim Einmarsch der Nationen zogen Athleten aller teilnehmenden Länder ins Centennial Olympic Stadium in Atlanta ein. Die einzelnen Teams wurden von einem Fahnenträger aus den Reihen ihrer Sportler oder Offiziellen angeführt, der entweder von ihrem jeweiligen Nationalen Olympischen Komitee (NOK) oder von den Athleten selbst bestimmt wurde.

## Reihenfolge
Der griechischen Mannschaft wurde traditionell der Platz an vorderster Stelle gewährt, ein Sonderstatus, der aus der Ausrichtung der antiken und ersten Spiele der Moderne in Griechenland herrührt. Die Vereinigten Staaten marschierten als Gastgeber zuletzt ein. Die Athleten der anderen Länder betraten das Stadion in alphabetischer Reihenfolge in der Sprache der Gastgebernation, in diesem Fall also Englisch. Diese Reihenfolge entspricht sowohl der Tradition als auch den Statuten des Internationalen Olympischen Komitees (IOK).

## Liste der Fahnenträger
Nachfolgend führt eine Liste die Fahnenträger der Eröffnungs- und Schlussfeier aller teilnehmenden Nationen auf, sortiert nach der Abfolge ihres Einmarsches. Die Liste ist zudem sortierbar nach ihrem Staatsnamen, nach Mannschaftskürzel, nach Anzahl der Athleten, nach dem Nachnamen des Fahnenträgers und dessen Sportart.

### Nach Nationen
| Ab- folge | Nationalmannschaft             | Englischer Name                           | Kürzel | Athleten | Eröffnungsfeier               | Eröffnungsfeier | Schlussfeier     | Schlussfeier       |
| Ab- folge | Nationalmannschaft             | Englischer Name                           | Kürzel | Athleten | Fahnenträger                  | Sportart        | Fahnenträger     | Sportart           |
| --------- | ------------------------------ | ----------------------------------------- | ------ | -------- | ----------------------------- | --------------- | ---------------- | ------------------ |
| 1         | Griechenland                   | Greece                                    | GRE    | 121      | Pyrros Dimas                  | Gewichtheben    |                  |                    |
| 2         | Afghanistan                    | Afghanistan                               | AFG    | 1        | Muhammad Aman                 | Offizieller     |                  |                    |
| 3         | Albanien                       | Albania                                   | ALB    | 7        | Mirela Manjani                | Leichtathletik  |                  |                    |
| 4         | Algerien                       | Algerie                                   | ALG    | 45       | Karim El-Mahouab              | Handball        |                  |                    |
| 5         | Amerikanisch-Samoa             | American Samoa                            | ASA    | 7        | Maselino Masoe                | Boxen           |                  |                    |
| 6         | Andorra                        | Andorra                                   | AND    | 8        | Aitor Osorio                  | Schwimmen       |                  |                    |
| 7         | Angola                         | Angola                                    | ANG    | 28       | Palmira de Almeida            | Handball        |                  |                    |
| 8         | Antigua und Barbuda            | Antigua and Barbuda                       | ANT    | 13       | Heather Samuel                | Leichtathletik  |                  |                    |
| 9         | Argentinien                    | Argentina                                 | ARG    | 178      | Carolina Mariani              | Judo            |                  |                    |
| 10        | Armenien                       | Armenia                                   | ARM    | 32       | Aghwan Grigorjan              | Gewichtheben    |                  |                    |
| 11        | Aruba                          | Aruba                                     | ARU    | 3        | Junior Faro                   | Gewichtheben    |                  |                    |
| 12        | Australien                     | Australia                                 | AUS    | 424      | Andrew Hoy                    | Reiten          | Mike McKay       | Basketball         |
| 13        | Österreich                     | Austria                                   | AUT    | 72       | Hubert Raudaschl              | Segeln          |                  |                    |
| 14        | Aserbaidschan                  | Azerbaidschan                             | AZE    | 23       | Nazim Hüseynov                | Judo            |                  |                    |
| 15        | Bahamas                        | Bahamas                                   | BAH    | 26       | Frank Rutherford              | Leichtathletik  |                  |                    |
| 16        | Bahrain                        | Bahrain                                   | BRN    | 5        | Mohamed al-Sada               | Segeln          |                  |                    |
| 17        | Bangladesch                    | Bangladesh                                | BAN    | 4        | Saiful Alam                   | Schießen        |                  |                    |
| 18        | Barbados                       | Barbados                                  | BAR    | 13       | Obadele Thompson              | Leichtathletik  |                  |                    |
| 19        | Belarus                        | Belarus                                   | BLR    | 157      | Ihar Astapkowitsch            | Leichtathletik  |                  |                    |
| 20        | Belgien                        | Belgium                                   | BEL    | 61       | Jean-Michel Saive             | Tischtennis     |                  |                    |
| 21        | Belize                         | Belize                                    | BIZ    | 5        | Eugène Muslar                 | Leichtathletik  |                  |                    |
| 22        | Benin                          | Benin                                     | BEN    | 5        | Laure Kuetey                  | Leichtathletik  |                  |                    |
| 23        | Bermuda                        | Bermuda                                   | BER    | 9        | Brian Wellman                 | Leichtathletik  |                  |                    |
| 24        | Bhutan                         | Bhutan                                    | BHU    | 2        | Jubzang Jubzang               | Bogenschießen   |                  |                    |
| 25        | Bolivien                       | Bolivien                                  | BOL    | 8        | Policarpio Calizaya           | Leichtathletik  |                  |                    |
| 26        | Bosnien und Herzegowina        | Bosnia and Herzegowina                    | BIH    | 9        | Islam Ðugum                   | Leichtathletik  |                  |                    |
| 27        | Botswana                       | Botswana                                  | BOT    | 7        | Justice Dipeba                | Leichtathletik  |                  |                    |
| 28        | Brasilien                      | Brazil                                    | BRA    | 225      | Joaquim Cruz                  | Leichtathletik  |                  |                    |
| 29        | Britische Jungferninseln       | British Virgin Islands                    | IVB    | 7        | Keita Cline                   | Leichtathletik  |                  |                    |
| 30        | Brunei                         | Brunei Darussalam                         | BRU    | 1        | Jefri Bolkiah                 | Schießen        |                  |                    |
| 31        | Bulgarien                      | Bulgaria                                  | BUL    | 110      | Dimo Tonew                    | Volleyball      |                  |                    |
| 32        | Burkina Faso                   | Burkina Faso                              | BUR    | 5        | Franck Zio                    | Leichtathletik  |                  |                    |
| 33        | Burundi                        | Burundi                                   | BDI    | 7        | Dieudonné Kwizéra             | Leichtathletik  |                  |                    |
| 34        | Kambodscha                     | Cambodia                                  | CAM    | 5        | To Rithya                     | Leichtathletik  |                  |                    |
| 35        | Kamerun                        | Cameroon                                  | CMR    | 15       | Georgette Nkoma               | Leichtathletik  |                  |                    |
| 36        | Kanada                         | Canada                                    | CAN    | 303      | Charmaine Crooks              | Leichtathletik  | Kathleen Heddle  | Rudern             |
| 36        | Kanada                         | Canada                                    | CAN    | 303      | Charmaine Crooks              | Leichtathletik  | Marnie McBean    | Rudern             |
| 37        | Kap Verde                      | Cape Verde                                | CPV    | 4        | Manuel Jesús Rodrígues        | Offizieller     |                  |                    |
| 38        | Cayman Islands                 | Cayman Islands                            | CAY    | 9        | Carson Ebanks                 | Segeln          |                  |                    |
| 39        | Zentralafrikanische Republik   | Central African Republic                  | CAF    | 5        | Mickaël Conjungo              | Leichtathletik  |                  |                    |
| 40        | Tschad                         | Chad                                      | CHA    | 4        | Kaltouma Nadjina              | Leichtathletik  |                  |                    |
| 41        | Chile                          | Chile                                     | CHI    | 21       | Sebastián Keitel              | Gewichtheben    |                  |                    |
| 42        | Volksrepublik China            | People’s Republic of China                | CHN    | 294      | Liu Yudong                    | Basketball      |                  |                    |
| 43        | Kolumbien                      | Columbia                                  | COL    | 48       | Marlon Pérez                  | Radsport        |                  |                    |
| 44        | Komoren                        | Comoros                                   | COM    | 4        | Faissoil Ben Daoud            | Leichtathletik  |                  |                    |
| 45        | Republik Kongo                 | Congo                                     | CGO    | 5        | Léontine Tsiba                | Leichtathletik  |                  |                    |
| 46        | Cookinseln                     | Cook Islands                              | CIV    | 3        | Sam Nunuke Pera               | Gewichtheben    |                  |                    |
| 47        | Costa Rica                     | Costa Rica                                | CRC    | 11       | Henry Núñez                   | Judo            |                  |                    |
| 48        | Elfenbeinküste                 | Côte d’Ivoire                             | CIV    | 11       | Jean-Olivier Zirignon         | Leichtathletik  |                  |                    |
| 49        | Kroatien                       | Croatia                                   | CRO    | 84       | Perica Bukić                  | Wasserball      | Goran Perkovac   | Handball           |
| 50        | Kuba                           | Cuba                                      | CUB    | 164      | Rolando Tucker                | Fechten         |                  |                    |
| 51        | Zypern                         | Cyprus                                    | CYP    | 17       | Anninos Markoullidis          | Leichtathletik  |                  |                    |
| 52        | Tschechien                     | Czech Republic                            | CZE    | 115      | Václav Chalupa                | Rudern          |                  |                    |
| 53        | Dänemark                       | Denmark                                   | DEN    | 119      | Thomas Stuer-Lauridsen        | Badminton       |                  |                    |
| 54        | Dschibuti                      | Djibouti                                  | DJI    | 5        | Ahmed Salah                   | Leichtathletik  |                  |                    |
| 55        | Dominica                       | Dominica                                  | DMA    | 6        | Jérôme Romain                 | Leichtathletik  |                  |                    |
| 56        | Dominikanische Republik        | Dominican Republic                        | DOM    | 16       | Joan Guzmán                   | Boxen           |                  |                    |
| 57        | Ecuador                        | Ecuador                                   | ECU    | 19       | Felipe Delgado                | Schwimmen       |                  |                    |
| 58        | Ägypten                        | Egypt                                     | EGY    | 29       | Hosam Abdallah                | Handball        |                  |                    |
| 59        | El Salvador                    | El Salvador                               | ESA    | 7        | Juan Vargas                   | Judo            |                  |                    |
| 60        | Äquatorialguinea               | Equatorial Guinea                         | GEQ    | 5        | Gustavo Envela                | Leichtathletik  |                  |                    |
| 61        | Estland                        | Estonia                                   | EST    | 43       | Jüri Jaanson                  | Rudern          |                  |                    |
| 62        | Äthiopien                      | Ethiopia                                  | ETH    | 18       | Fita Bayisa                   | Leichtathletik  |                  |                    |
| 63        | Fidschi                        | Fiji                                      | FIJ    | 17       | Jone Delai                    | Leichtathletik  |                  |                    |
| 64        | Finnland                       | Finland                                   | FIN    | 76       | Mikko Kolehmainen             | Kanu            | Tomi Poikolainen | Bogenschießen      |
| 65        | Mazedonien                     | The Former Yugoslav Republic of Macedonia | MKD    | 11       | Wladimir Bogojewski           | Offizieller     |                  |                    |
| 66        | Frankreich                     | France                                    | FRA    | 299      | Marie-José Pérec              | Leichtathletik  |                  |                    |
| 67        | Gabun                          | Gabon                                     | GAB    | 7        | Roger Oyembo                  | Offizieller     |                  |                    |
| 68        | Gambia                         | Gambia                                    | GAM    | 9        | Dawda Jallow                  | Leichtathletik  |                  |                    |
| 69        | Georgien                       | Georgia                                   | GEO    | 34       | Giorgi Kandelaki              | Boxen           |                  |                    |
| 70        | Deutschland                    | Germany                                   | GER    | 465      | Arnd Schmitt                  | Fechten         | Birgit Fischer   | Kanu               |
| 71        | Ghana                          | Ghana                                     | GHA    | 35       | Tijani Moro                   | Boxen           |                  |                    |
| 72        | Großbritannien                 | Great Britain                             | GBR    | 300      | Steven Redgrave               | Rudern          | Roger Black      | Leichtathletik     |
| 73        | Grenada                        | Grenada                                   | GRN    | 5        | Jason Charter                 | Leichtathletik  |                  |                    |
| 74        | Guam                           | Guam                                      | GUM    | 8        | Patrick Sagisi                | Schwimmen       |                  |                    |
| 75        | Guatemala                      | Guatemala                                 | GUA    | 26       | Julio René Martínez           | Leichtathletik  |                  |                    |
| 76        | Guinea                         | Guinea                                    | GUI    | 5        | Joseph Loua                   | Leichtathletik  |                  |                    |
| 77        | Guinea-Bissau                  | Guinea-Bissau                             | GBS    | 3        | Talata Embalo                 | Gewichtheben    |                  |                    |
| 78        | Guyana                         | Guyana                                    | GUY    | 7        | John Douglas                  | Boxen           |                  |                    |
| 79        | Haiti                          | Haiti                                     | HAI    | 7        | Adler Volmar                  | Judo            |                  |                    |
| 80        | Honduras                       | Honduras                                  | HON    | 7        | Darwin Ángeles                | Boxen           |                  |                    |
| 81        | Hongkong                       | Hongkong                                  | HKG    | 23       | Chan Sau Ying                 | Leichtathletik  |                  |                    |
| 82        | Ungarn                         | Hungaria                                  | HUN    | 214      | Bence Szabó                   | Fechten         | János Martinek   | Moderner Fünfkampf |
| 83        | Island                         | Iceland                                   | ISL    | 9        | Jón Arnar Magnússon           | Leichtathletik  |                  |                    |
| 84        | Indien                         | India                                     | IND    | 49       | Pargat Singh                  | Hockey          |                  |                    |
| 85        | Indonesien                     | Indonesia                                 | INA    | 40       | Hendrik Simangunsong          | Boxen           |                  |                    |
| 86        | Iran                           | Islamic Republic of Iran                  | IRI    | 18       | Lida Fariman                  | Schießen        |                  |                    |
| 87        | Irak                           | Iraq                                      | IRQ    | 3        | Raed Ahmed                    | Gewichtheben    |                  |                    |
| 88        | Irland                         | Ireland                                   | IRL    | 78       | Francie Barrett               | Boxen           |                  |                    |
| 89        | Israel                         | Israel                                    | ISR    | 25       | Lydia Czuckermann-Hatuel      | Fechten         |                  |                    |
| 90        | Italien                        | Italy                                     | ITA    | 346      | Giovanna Trillini             | Fechten         |                  |                    |
| 91        | Jamaika                        | Jamaica                                   | JAM    | 45       | Juliet Cuthbert               | Leichtathletik  |                  |                    |
| 92        | Japan                          | Japan                                     | JPN    | 306      | Ryōko Tamura                  | Judo            |                  |                    |
| 93        | Jordanien                      | Jordan                                    | JOR    | 5        | Walid al-Awazem               | Judo            |                  |                    |
| 94        | Kasachstan                     | Kazakstan                                 | KAZ    | 96       | Jermachan Ybrajymow           | Boxen           |                  |                    |
| 95        | Kenia                          | Kenya                                     | KEN    | 52       | Paul Tergat                   | Leichtathletik  |                  |                    |
| 96        | Südkorea                       | Korea                                     | KOR    | 306      | Choi Cheon-sik                | Volleyball      |                  |                    |
| 97        | Kuwait                         | Kuwait                                    | KUW    | 25       | Abdullah al-Rashidi           | Schießen        |                  |                    |
| 98        | Kirgisistan                    | Kyrgyzstan                                | KGZ    | 33       | Sergey Ashikhmin              | Schwimmen       |                  |                    |
| 99        | Laos                           | Lao People’s Democratic Republic          | LAO    | 5        | Thongdy Amnouayphone          | Leichtathletik  |                  |                    |
| 100       | Lettland                       | Latvia                                    | LAT    | 48       | Einārs Tupurītis              | Leichtathletik  |                  |                    |
| 101       | Libanon                        | Lebanon                                   | LIB    | 1        | Mohamed al-Aywan              | Gewichtheben    |                  |                    |
| 102       | Lesotho                        | Lesotho                                   | LES    | 9        | Jessie Mathunta               | Leichtathletik  |                  |                    |
| 103       | Liberia                        | Liberia                                   | LBR    | 5        | Kouty Mawenh                  | Leichtathletik  |                  |                    |
| 104       | Libyen                         | Libyan Arab Jamahiriya                    | LBA    | 5        | Elmehdi Abulkheirat           | Offizieller     |                  |                    |
| 105       | Liechtenstein                  | Liechtenstein                             | LIE    | 2        | Birgit Blum                   | Judo            |                  |                    |
| 106       | Litauen                        | Lithuania                                 | LTU    | 61       | Raimundas Mažuolis            | Schwimmen       |                  |                    |
| 107       | Luxemburg                      | Luxembourg                                | LUX    | 6        | Anne Kremer                   | Tennis          |                  |                    |
| 108       | Madagaskar                     | Madagascar                                | MAD    | 11       | Dally Randriantefy            | Tennis          |                  |                    |
| 109       | Malawi                         | Malawi                                    | MAW    | 2        | John Mwathiwa                 | Leichtathletik  |                  |                    |
| 110       | Malaysia                       | Malaysia                                  | MAS    | 35       | Nor Saiful Zaini Nasir-ud-Din | Hockey          |                  |                    |
| 111       | Malediven                      | Maledives                                 | MDV    | 6        | Ahmed Shageef                 | Leichtathletik  |                  |                    |
| 112       | Mali                           | Mali                                      | MLI    | 3        | Monique Ross                  | Offizieller     |                  |                    |
| 113       | Malta                          | Malta                                     | MLT    | 7        | Carol Galea                   | Leichtathletik  |                  |                    |
| 114       | Mauretanien                    | Mauritania                                | MTN    | 4        | Noureddine Ould Ménira        | Leichtathletik  |                  |                    |
| 115       | Mauritius                      | Mauritius                                 | MRI    | 26       | Khemraj Naïko                 | Leichtathletik  |                  |                    |
| 116       | Mexiko                         | Mexico                                    | MEX    | 97       | Nancy Contreras               | Radsport        |                  |                    |
| 117       | Moldau                         | Republic of Moldova                       | MDA    | 40       | Vadim Vacarciuc               | Gewichtheben    |                  |                    |
| 118       | Monaco                         | Monaco                                    | MON    | 3        | Thierry Vatrican              | Judo            |                  |                    |
| 119       | Mongolei                       | Mongolia                                  | MGL    | 16       | Dolgorsürengiin Sumjaabadsar  | Ringen          |                  |                    |
| 120       | Marokko                        | Morocco                                   | MAR    | 26       | Khalid Skah                   | Leichtathletik  |                  |                    |
| 121       | Mosambik                       | Mozambique                                | MOZ    | 3        | Maria Mutola                  | Leichtathletik  |                  |                    |
| 122       | Myanmar                        | Myanmar                                   | MYA    | 3        | Soe Myint                     | Schießen        |                  |                    |
| 123       | Namibia                        | Namibia                                   | NAM    | 8        | Friedhelm Sack                | Schießen        |                  |                    |
| 124       | Nauru                          | Nauru                                     | NRU    | 3        | Marcus Stephen                | Gewichtheben    |                  |                    |
| 125       | Nepal                          | Nepal                                     | NEP    | 6        | Tika Bogati                   | Leichtathletik  |                  |                    |
| 126       | Niederlande                    | Netherlands                               | NED    | 235      | Nico Rienks                   | Rudern          | Peter Blangé     | Volleyball         |
| 127       | Niederländische Antillen       | Netherlands Antilles                      | AHO    | 6        | Sergio Murray                 | Judo            |                  |                    |
| 128       | Neuseeland                     | New Zealand                               | NZL    | 97       | Barbara Kendall               | Segeln          |                  |                    |
| 129       | Nicaragua                      | Nicaragua                                 | NCA    | 26       | Walter Martínez               | Schießen        |                  |                    |
| 130       | Niger                          | Niger                                     | NIG    | 3        | Abdou Manzo                   | Leichtathletik  |                  |                    |
| 131       | Nigeria                        | Nigeria                                   | NGR    | 65       | Mary Onyali                   | Leichtathletik  |                  |                    |
| 132       | Norwegen                       | Norway                                    | NOR    | 96       | Linda Andersen                | Segeln          | Knut Holmann     | Kanu               |
| 133       | Oman                           | Oman                                      | OMA    | 4        | Khalifa al-Khatry             | Schießen        |                  |                    |
| 134       | Pakistan                       | Pakistan                                  | PAK    | 24       | Mansoor Ahmed                 | Hockey          |                  |                    |
| 135       | Palästina                      | Palestine                                 | PLE    | 2        | Majed Abu Maraheel            | Leichtathletik  |                  |                    |
| 136       | Panama                         | Panama                                    | PAN    | 7        | Eileen Marie Coparropa        | Schwimmen       |                  |                    |
| 137       | Papua-Neuguinea                | Papua New Guinea                          | PNG    | 11       | Subul Babo                    | Leichtathletik  |                  |                    |
| 138       | Paraguay                       | Paraguay                                  | PAR    | 7        | Ramón Jiménez-Gaona           | Leichtathletik  |                  |                    |
| 139       | Nordkorea                      | Democratic People’s Republic of Korea     | PRK    | 24       | Chae Ra-u                     | Offizieller     |                  |                    |
| 140       | Peru                           | Peru                                      | PER    | 29       | Juan Jorge Giha Yarur         | Schießen        |                  |                    |
| 141       | Philippinen                    | Philippines                               | PHI    | 12       | Reynaldo Galido               | Boxen           |                  |                    |
| 142       | Polen                          | Poland                                    | POL    | 165      | Rafał Szukała                 | Schwimmen       |                  |                    |
| 143       | Portugal                       | Portugal                                  | POR    | 106      | Fernanda Ribeiro              | Leichtathletik  | Carla Sacramento | Leichtathletik     |
| 144       | Puerto Rico                    | Puerto Rico                               | PUR    | 69       | Ivelisse Echevarría           | Softball        |                  |                    |
| 145       | Katar                          | Qatar                                     | QAT    | 12       | Ibrahim Ismail                | Leichtathletik  |                  |                    |
| 146       | Rumänien                       | Romania                                   | ROM    | 165      | Iulică Ruican                 | Rudern          |                  |                    |
| 147       | Russland                       | Russian Federation                        | RUS    | 390      | Alexander Karelin             | Ringen          |                  |                    |
| 148       | Ruanda                         | Rwanda                                    | RWA    | 4        | Parfait Ntukamyagwe           | Leichtathletik  |                  |                    |
| 149       | St. Kitts und Nevis            | Saint Kitts & Nevis                       | SKN    | 10       | Diane Francis                 | Leichtathletik  |                  |                    |
| 150       | St. Lucia                      | Saint Lucia                               | LCA    | 6        | Michelle Baptiste             | Leichtathletik  |                  |                    |
| 151       | St. Vincent und die Grenadinen | Saint Vincent & the Grenadines            | VIN    | 8        | Eswort Coombs                 | Leichtathletik  |                  |                    |
| 152       | San Marino                     | San Marino                                | SMR    | 1        | Manlio Molinari               | Leichtathletik  |                  |                    |
| 153       | São Tomé und Príncipe          | Sao Tome & Principe                       | STP    | 2        | Sortelina Pires               | Leichtathletik  |                  |                    |
| 154       | Saudi-Arabien                  | Saudi Arbia                               | KSA    | 29       | Khaled al-Khalidi             | Leichtathletik  |                  |                    |
| 155       | Senegal                        | Senegal                                   | SEN    | 11       | Ibou Faye                     | Leichtathletik  |                  |                    |
| 156       | Seychellen                     | Seychelles                                | SEY    | 9        | Rival Cadeau                  | Boxen           |                  |                    |
| 157       | Sierra Leone                   | Sierra Leone                              | SLE    | 14       | Eunice Barber                 | Leichtathletik  |                  |                    |
| 158       | Singapur                       | Singapore                                 | SIN    | 14       | Lee Wung Yew                  | Schießen        |                  |                    |
| 159       | Slowakei                       | Slovakia                                  | SVK    | 71       | Jozef Lohyňa                  | Ringen          |                  |                    |
| 160       | Slowenien                      | Slovenia                                  | SLO    | 37       | Brigita Bukovec               | Leichtathletik  |                  |                    |
| 161       | Salomonen                      | Solomon Islands                           | SOL    | 1        | Joseph Onika                  | Leichtathletik  |                  |                    |
| 162       | Somalia                        | Somalia                                   | SOM    | 4        | Abdi Bile                     | Leichtathletik  |                  |                    |
| 163       | Südafrika                      | South Africa                              | RSA    | 84       | Masibulele Makepula           | Boxen           |                  |                    |
| 164       | Spanien                        | Spain                                     | ESP    | 294      | Luis Doreste                  | Segeln          |                  |                    |
| 165       | Sri Lanka                      | Sri Lanka                                 | SRI    | 9        | Sriyani Kulawansa             | Leichtathletik  |                  |                    |
| 166       | Sudan                          | Sudan                                     | SUD    | 4        | Mahmoud Musa Abdullah         | Leichtathletik  |                  |                    |
| 167       | Suriname                       | Suriname                                  | SUR    | 7        | Enrico Linscheer              | Schwimmen       |                  |                    |
| 168       | Swasiland                      | Swaziland                                 | SWZ    | 8        | Daniel Sibandze               | Leichtathletik  |                  |                    |
| 169       | Schweden                       | Sweden                                    | SWE    | 177      | Jan-Ove Waldner               | Tischtennis     |                  |                    |
| 170       | Schweiz                        | Switzerland                               | SUI    | 114      | Stefan Schärer                | Handball        | Markus Gier      | Rudern             |
| 170       | Schweiz                        | Switzerland                               | SUI    | 114      | Stefan Schärer                | Handball        | Michael Gier     | Rudern             |
| 171       | Syrien                         | Syrian Arab Republic                      | SYR    | 7        | Ghada Shouaa                  | Leichtathletik  |                  |                    |
| 172       | Chinesisch Taipeh              | Chinese Taipei                            | TPE    | 74       | Tu Tsai-hsing                 | Schießen        |                  |                    |
| 173       | Tadschikistan                  | Tajikistan                                | TJK    | 8        | Andrei Abduwalijew            | Leichtathletik  |                  |                    |
| 174       | Tansania                       | United Republic of Tanzania               | TAN    | 7        | Ikaji Salum                   | Leichtathletik  |                  |                    |
| 175       | Thailand                       | Thailand                                  | THA    | 37       | Vitsanu Sophanich             | Leichtathletik  |                  |                    |
| 176       | Togo                           | Togo                                      | TOG    | 5        | Téko Folligan                 | Leichtathletik  |                  |                    |
| 177       | Tonga                          | Tonga                                     | TGA    | 5        | Paea Wolfgramm                | Boxen           |                  |                    |
| 178       | Trinidad und Tobago            | Trinidad & Tobago                         | TRI    | 12       | Gene Samuel                   | Radsport        |                  |                    |
| 179       | Tunesien                       | Tunesia                                   | TUN    | 51       | Skander Hachicha              | Judo            |                  |                    |
| 180       | Türkei                         | Turkey                                    | TUR    | 53       | Derya Büyükuncu               | Schwimmen       |                  |                    |
| 181       | Turkmenistan                   | Turkmenistan                              | TUR    | 7        | Rozy Redzhepov                | Ringen          |                  |                    |
| 182       | Uganda                         | Uganda                                    | UGA    | 10       | Mary Musoke                   | Tischtennis     |                  |                    |
| 183       | Ukraine                        | Ukraine                                   | UKR    | 231      | Serhij Bubka                  | Leichtathletik  |                  |                    |
| 184       | Vereinigte Arabische Emirate   | United Arab Emirates                      | UAE    | 4        | Nabil Abdul Tahlak            | Schießen        |                  |                    |
| 185       | Uruguay                        | Uruguay                                   | URU    | 14       | Marcelo Filippini             | Tennis          |                  |                    |
| 186       | Usbekistan                     | Uzbekistan                                | UZB    | 71       | Temur Ibragimov               | Boxen           |                  |                    |
| 187       | Vanuatu                        | Vanuatu                                   | VAN    | 4        | Tawai Keiruan                 | Leichtathletik  |                  |                    |
| 188       | Venezuela                      | Venezuela                                 | VEN    | 39       | Francisco Sánchez             | Schwimmen       |                  |                    |
| 189       | Vietnam                        | Vietnam                                   | VIE    | 6        | Nguyễn Hữu Huy                | Judo            |                  |                    |
| 190       | Amerikanische Jungferninseln   | Virgin Islands                            | ISV    | 12       | Lisa Neuburger                | Segeln          |                  |                    |
| 191       | Westsamoa                      | Western Samoa                             | SAM    | 5        | Bob Gasio                     | Boxen           |                  |                    |
| 192       | Jemen                          | Yemen                                     | YEM    | 4        | Abdullah al-Izani             | Ringen          |                  |                    |
| 193       | Jugoslawien                    | Yugoslavia                                | YUG    | 68       | Igor Milanović                | Wasserball      |                  |                    |
| 194       | Zaire                          | Zaire                                     | ZAI    | 14       | Lukengu Ngalula               | Basketball      |                  |                    |
| 195       | Sambia                         | Zambia                                    | ZAM    | 8        | Davis Mwale                   | Boxen           |                  |                    |
| 196       | Simbabwe                       | Zimbabwe                                  | ZIM    | 13       | Tendai Chimusasa              | Leichtathletik  |                  |                    |
| 197       | Vereinigte Staaten             | United States of America                  | USA    | 646      | Bruce Baumgartner             | Ringen          | Michael Matz     | Reiten             |